# Àngels i dimonis 2
Àngels i dimonis 2 (títol original: The Prophecy 2) és una pel·lícula de terror estatunidenca dirigida per Greg Spence i estrenada directament en vídeo l'any 1998. És el segon d'una sèrie de cinc films qui tenen per a tema una guerra entra els àngels. Ha estat doblada al català.

## Argument
Gabriel torna a la Terra per impedir el naixement d'un nen, fruit dels amors d'un àngel i d'una humana, que ha estat profetitzat per Thomas Dagget i que ha de posar fi a la guerra entre els àngels. Valerie Rosales coneix l'àngel Danyael atropellant-lo amb el seu cotxe i cau sota el seu encant. Queda embarassada poc temps després. Danyael i Valerie han de defensar el naixement del nen contra Gabriel i els seus àngels renegats.

## Repartiment
- Christopher Walken: Gabriel
- Jennifer Beals: Valerie Rosales
- Russell Wong: Danyael
- Brittany Murphy: Izzy
- Eric Roberts: Michel
- Glenn Danzig: Samayel
- Steve Hytner: Joseph
- Bruce Abbott: Thomas Dagget

## Acollida
El film ha estrenada directament en vídeo. Recull un 33 % de crítiques favorables, amb una nota mitjana de 4,7/10 sobre la base de 6 crítiques recollides, en el lloc Rotten Tomatoes.

## SagaThe Prophecy
1. The Prophecy (1995)
2. The Prophecy 2 (1998)
3. The Prophecy 3: The Ascent (2000)
4. The Prophecy: Uprising (2005)
5. The Prophecy: Forsak (2005)